# José Guardiola
José Guardiola Díaz de Rada (Barcelona, España, 22 de octubre de 1930 - ibídem, 9 de abril de 2012), fue un cantante español en lengua española y en lengua catalana que representó a España en el Festival de Eurovisión 1963.

## Resumen de la trayectoria artística
Nacido en Barcelona el 22 de octubre de 1930, a temprana edad hizo estudios de violín y también comenzó a cantar en la parroquia de su pueblo. Dotado de una voz de matices suaves, pronto participaría en diversos festivales de la canción, lo que le redundó en una fama creciente. Rápidamente se consolidó como una de las máximas figuras de la canción hispana.
Pionero de la canción popular española con gran éxito también en Latinoamérica, se especializó en versionar al castellano éxitos de otros idiomas, como «Venecia sin ti» de Charles Aznavour, «Los niños del Pireo» que grabó Melína Merkoúri y «Mack the Knife», clásico de Bertolt Brecht y Kurt Weill que tradujo como «Mackie el Navaja», título del que derivaría el personaje Makinavaja de Ivá. 
Guardiola llegó a trabajar en cine; en 1954 rodó con Zsa Zsa Gabor y Manuel Zarzo la película Sangre y luces, que se proyectó en el Festival de Cannes. 
Participó en el Festival de Eurovisión de 1963 quedando en duodécimo lugar con su tema "Algo prodigioso".
Participó igualmente en el Festival de la Canción Infantil de TVE con la canción "Balada de un pajarillo".
Murió en Barcelona el 9 de abril de 2012, a la edad de 81 años.

## Éxitos de José Guardiola

### En español
- Dieciséis toneladas (Sixteen Tons, original de Merle Travis)
- Mackie el Navaja (Mack the Knife)
- Pequeña flor
- Verde campiña
- Di papá, 1962
- Nubes de colores (Festival del Mediterráneo, 1962)
- Los niños del Pireo
- Mustapha
- Cuando, cuando (original de Tony Renis, cuarto lugar en el Festival de San Remo)
- La Balada del vagabundo (Pierantoni-Mapel), 1963
- Algo prodigioso (tema del Festival Eurovisión), 1963
- Estrella errante
- Venecia sin ti
- La montaña
- Yo, uno de tantos
- De rodillas

### En catalán
- La primera vegada
- El vell carrer de l’aimada
- Besa’m en silenci
- Diumenge és sempre diumenge (versión catalana de "Domenica è sempre domenica"), original de Renato Rascel.

## Otros datos de interés
- La canción La Balada del vagabundo obtuvo mucho éxito en América; dicho tema lo interpretó acompañado de su hija Rosa Mary y es considerado un clásico de la música infantil.
- Durante la celebración del Festival Mediterráneo de la Canción en 1962, al cual asistieron 500 personas, obtuvo 900 votos para su tema Nube de colores, suscitándose una controversia por ello.
- José Guardiola es autor del himno del Real Club Deportivo Español.